# Paco Tous
Francisco Martínez Tous (Sevilla, 1 mei 1964), beter bekend als Paco Tous, is een Spaanse acteur, die vooral bekend is van zijn rollen als Moscù in de serie La casa de papel en van Paco in Los Hombres de Paco.
Tous werd geboren in de Spaanse stad Sevilla en groeide op in El Puerto de Santa María. In 2018 ontving hij een Medalla de Andalucia. 

## Filmografie

### Film (selectie)
| Jaar | Titel                 | Rol              | Opmerkingen  |
| ---- | --------------------- | ---------------- | ------------ |
| 1987 | Los invitados         |                  | Niet genoemd |
| 1987 | Las dos orillas       |                  | Niet genoemd |
| 1999 | Solas                 | Socio de Juan    |              |
| 2004 | Alacranes             | Juan             | Korte film   |
| 2005 | Straw Men             | Ataúlfo          | Korte film   |
| 2005 | 15 días contigo       | Funcionario 2    |              |
| 2006 | Alatriste             | Maestre Fontaine |              |
| 2007 | Paseo                 | Luciano          | Short film   |
| 2008 | En la otra camilla    | Médico           | Short film   |
| 2011 | Fuga de cerebros 2    | Paco Tous        | Zichzelf     |
| 2011 | 23-F: la película     | Antonio Tejero   |              |
| 2013 | Somos gente honrada   | Suso             |              |
| 2016 | La puerta abierta     | Paco             |              |
| 2016 | Cuerpo de élite       | Inspector Jefe   |              |
| 2016 | Contratiempo          | Conductor        |              |
| 2017 | El guardián invisible | Dr. San Martín   |              |
| 2017 | Señor, dame paciencia | Padre Salcedo    |              |
| 2018 | La sombra de la ley   | Salvador Ortiz   |              |
| 2019 | Lo nunca visto        | Vicente Campello |              |
| 2019 | Legado en los huesos  | Dr. San Martín   |              |
| 2020 | Ofrenda a la tormenta | Dr. San Martín   |              |

### Televisie
| Jaar      | Titel               | Rol                     | Opmerkingen                               |
| --------- | ------------------- | ----------------------- | ----------------------------------------- |
| 2005–2010 | Los hombres de Paco | Paco Miranda            | Hoofdrol, 117 afleveringen                |
| 2006      | El comisario        | Méndez                  | Aflevering: "Fuego y plomo"               |
| 2008      | La familia Mata     |                         | Aflevering: "¡Qué bello es ser un Mata!"  |
| 2008      | Martes de Carnaval  | Teniente Rovirosa       | Aflevering: "Los cuernos de Don Friolera" |
| 2008      | Año 400             | Tito                    | Aflevering: "El imperio se rompe"         |
| 2012–2013 | Con el culo al aire | Tino Colmenarejo        | Hoofdrol, 42 afleveringen                 |
| 2015-2017 | Apaches             | El Chatarrero           | 12 afleveringen                           |
| 2017-2019 | La casa de papel    | Agustín "Moscú" Ramos   | Hoofdrol, 17 afleveringen                 |
| 2018      | La peste            | Administrador de Teresa | 6 afleveringen                            |
| 2019      | Allí abajo          | Epi                     | 10 afleveringen                           |